# Ebba Grön
Ebba Grön var ett svenskt punkband som bildades december 1977 i Rågsved utanför Stockholm av sångaren och gitarristen Joakim Thåström, trummisen Gunnar Ljungstedt och basisten Lennart "Fjodor" Eriksson. Ebba Grön räknas som ett av, om inte det största, punkbandet att komma fram under Sveriges första punkvåg i slutet av 1970-talet.

## Bandet
Bandet bildades under en fest i Gunnar Ljungstedts och Lennart Erikssons replokal under Blåsuts tunnelbanestation. Bandet spelade och var aktiva på ungdomsgården Oasen i Rågsved där man hade bildat en musikförening med samma namn. Texten till bandets låt We're Only in It for the Drugs No.1 handlade om nedläggningen av gården i efterhand.
Bandets första singel, Antirock, släpptes den 21 april 1978. Den spelades självfinansierat in i Marcus Studio i Solna och trycktes i 500 exemplar. Samtliga köptes av bandets medlemmar som sålde eller gav bort dem. Det första fullängdsalbumet We're Only in It for the Drugs från 1979 föregicks av totalt tre singlar.
Det andra fullängdsalbumet Kärlek & uppror släpptes 1981 och nådde som högst femte plats på albumlistan. Samma år blev Anders "Stry Terrarie" Sjöholm medlem i bandet.
Det tredje fullängdsalbumet Ebba Grön släpptes 1982 och nådde första plats på albumlistan. Samma år släpptes filmen Ebba the Movie regisserad av Johan Donner. I filmen får man följa bandet på deras gemensamma turné med Dag Vag samt klipp från inspelningen av Kärlek & uppror.
Bandet har flera samhällskritiska låtar, exempelvis låten Mona Tumbas Slim Club där bandet hånar gympakulturen och låten Beväpna er där bandet kritiserar allt från kungahuset till Zarah Leander. Andra exempel är låtarna Häng Gud, Totalvägra och Profit.
Under juni 1980 delade statens kulturråd ut pengar som stöd till musikgrupper, varav Ebba Grön tilldelades 50 000 kronor. Bandet blev med detta kritiserat av tidningar som ansåg att punken nu blivit kultur och därmed accepterad i samhället. Även organisationen anti-drogkoalitionen kritiserade Kulturrådet då de menade att Ebba Grön spred "terroristromantik och drogpropaganda" med hjälp av pengar från staten. Dåvarande statsminister Thorbjörn Fälldin skrev ett brev till anti-drogkoalitionen då han ansåg det "högst olämpligt att kulturutövare som företräder en drogkultur erhåller bidrag från statens kulturråd".
Ebba Grön splittrades den 21 februari 1983, enligt egen utsago för att de inte ville vara idoler. Joakim Thåström menade senare att bandet upphörde i samband med att Lennart "Fjodor" Eriksson hoppade av. De andra i medlemmarna hade då redan startat bandet Rymdimperiet, som senare blev Imperiet. Omvärlden fick veta om bandets splittring via ett pressmeddelande med rubriken  "Ebba Grön slutar": 
| ” | Efter fem års spelande lägger vi av. Beslutet är taget med största enighet och i största samförstånd. Alla planerade produktioner och turnéer inställs. Beslutet gäller med omedelbar verkan. All ryktesspridning i frågan är osann. Ebba Grön vill ge ett speciellt tack till Mona Tumba, Zarah Leander, Efel Records, Gud, Krigsmakten och Systemet för all inspiration. Ebba Grön tackar också den publik som svettats med oss genom åren. Kampen går vidare: 1, 2, 3, 4, SLUT!! //Gurra, Fjodor, Thåström, Stry och Mistlur. | „ |

### Återföreningar
År 1999 fick Ebba Grön ett erbjudande om att återförenas under tre spelningar för 18 miljoner kronor, någonting som Thåström tackade nej till. Han menade att han var för gammal och att det bara skulle kännas pinsamt att ställa upp. Under 2003 återförenades bandet däremot i samband med att The Clashs sångare Joe Strummer dog. Ebba Grön, under spelningen med sitt originalnamn The Haters, spelade tre Clash-låtar tillsammans med Clash-gitarristen Mick Jones som var på Sverigebesök.

## Gruppens namn
Från början kallade bandet sig The Haters, ett namn som basisten Lennart Eriksson kom på. Dock bytte de tre dagar senare namn till Ebba Grön. Namnet härstammar från en poliskod med anknytning till den så kallade Operation Leo, där den tyske terroristen Norbert Kröcher planerade att kidnappa dåvarande invandrarministern Anna-Greta Leijon. "Ebba röd" var polisens kod för den operation som gick ut på att gripa Kröcher. Då gripandet fick utföras ropades "Ebba grön" ut i radion. Innan Ebba Grön bildades hade Lennart Eriksson spelat i bandet Urin, Joakim Thåström i bandet Helt Sonika och Gunnar Ljungstedt i The Fajts.

## Relation till progg
Ebba Grön var influerade av proggen och turnerade bland annat tillsammans med Dag Vag och Eldkvarn. En av Ebba Gröns mest kända låtar, "Staten och kapitalet", är en cover på proggbandet Blå Tågets "Den ena handen vet vad den andra gör".

## Bandmedlemmar
- Joakim Thåström (sång, gitarr)
- Lennart Eriksson (elbas, sång)
- Gunnar Ljungstedt (trummor)
- Stry Terrarie (orgel, gitarr) (1981–1983)

### Smeknamn
Bandmedlemmarna presenterades med smeknamn eller artistnamn på vissa skivkonvolut. Joakim Thåström kallas/har kallats Thåström, Pimme samt på skivkonvolut Tåberg och Stortån.
 Han fick ursprungligen smeknamnet Pim-Pim, som senare blev Pimme, för att han alltid hade med sig en ask Pim-Pim.[källa behövs] Lennart Eriksson fick smeknamnet Fjodor av en flickvän i tonåren, "för att han såg ut så".[källa behövs] På skivkonvolut har han även kallats Simple Simon. Anders Sjöholm kom fram till sitt artistnamn Stry Terrarie under en bilresa[källa behövs], medan Gunnar Ljungstedts smeknamn var kortformen Gurra, men på skivkonvolut även Gunta och Gurra Halvkass.

## Livemedlemmar
- Per Hägglund (saxofon) Spelade på Ebba Gröns sista turné 1982.

## Diskografi

### Album
- 1979 – We're Only in It for the Drugs
- 1981 – Kärlek & uppror
- 1982 – Ebba Grön

### Singlar
- 1978 – Antirock
- 1978 – Pro-Rock
- 1979 – Total-Pop
- 1980 – Staten & kapitalet
- 1980 – Schlagers julsingel (artist på andra sidan Anders F. Rönnblom)
- 1981 – Scheisse

### Samlingsalbum
- 1983 – Samlade singlar 78/82
- 1987 – Ebba Grön 1978-1982
- 1998 – Ebba Grön Live
- 1998 – Boxen
- 2005 – Ebba Grön Samlingen
- 2014 – Tyst För Fan - En Hyllning Till Ebba Grön

### Medverkan på andra samlingsalbum
- 1979 – Oasen (Skjut en snut / Brackor)
- 1980 – Sveriges största singel 1 (Tyst för fan)
- 1982 – Sveriges största singel 2 (Uppgång & fall)
- 1983 – Sveriges största singel 3 (Staten & kapitalet)
- 1989 – Ståkkålmsjävlar (Tyst för fan)
- 1990 – Svenska klassiker 1980-90 (800°)
- 1991 – Svenska klassiker 1970-79 (Vad skall du bli?)
- 1992 – Absolut Hultsfred (Happy)
- 1993 – Ny våg 78-82 (Profit / Staten & kapitalet)
- 1993 – Vintertoppar (Mental istid)
- 1993 – Back to Front Vol 3 (Profit)
- 1996 – Wild Rock (Staten & kapitalet)
- 2003 – Svenska punkklassiker (Vad skall du bli? / Beväpna er / Staten & kapitalet)
- 2005 – Tjenare Kungen soundtrack (800°)
- 2005 – Joe Strummer Tribute - Roots Rock Rebel (DVD) (What's My Name / Career Opportunities / White Riot - samtliga med Mick Jones)

### Melodier på Svensktoppen
- 1981 – "Mental istid"[17]

### Filmmusik
- 1981 – Operation Leo[18]

## Priser och utmärkelser
- 2014 – Invald i Swedish Music Hall of Fame[1]